# Rascló occidental

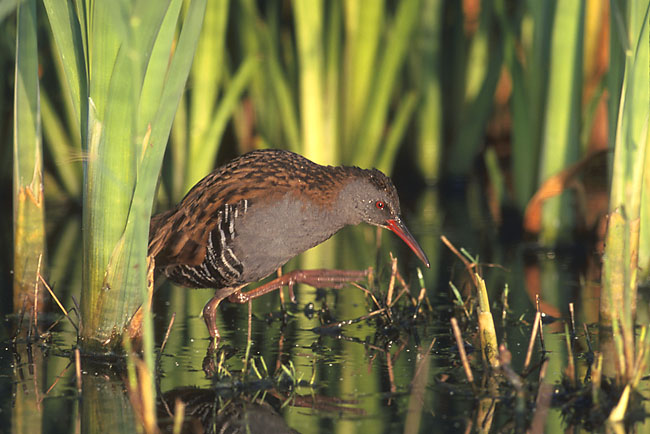
Rascló

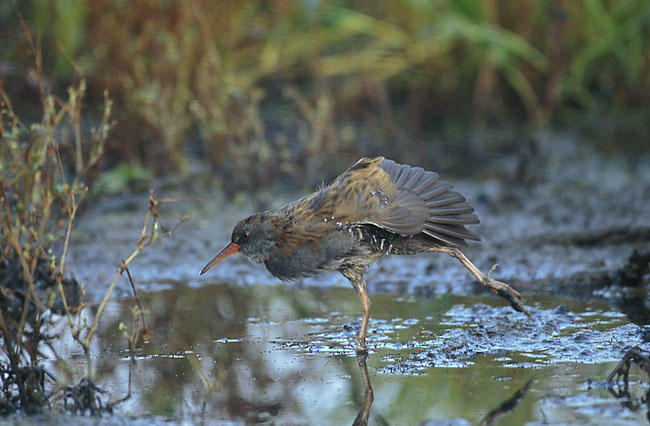
Un rascló en medi aquàtic

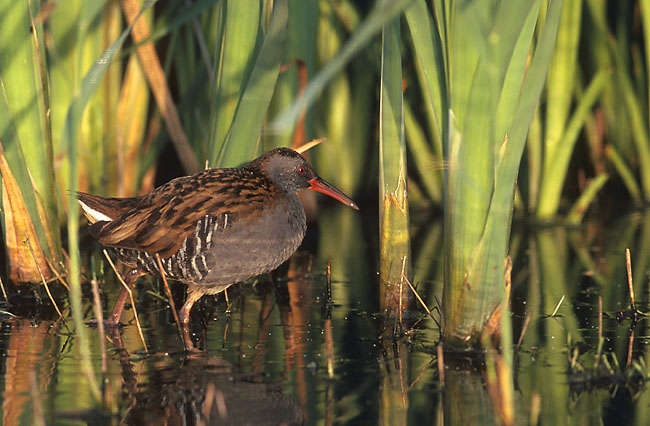
Una altra imatge del rascló

El rascló occidental o rascló i gallet de riu a les Balears (Rallus aquaticus) és un ocell prim de l'ordre dels gruïformes comú als Països Catalans.

## Altres noms dialectals
Al gironès rep els noms de rascla, perdiu rascla o gallina cega.

## Morfologia
- Fa 28 cm de llargària.
- Té les parts superiors de color bru d'oliva amb taques negres, les inferiors d'un gris blavós, els flancs llistats de blanc i negre.
- Quan aixeca la cua mostra una taca blanca que té al dessota.
- El bec és llarg, prim i roig.
- Té les potes llargues, rabassudes i proveïdes de dits allargats, que li faciliten el desplaçament sobre terrenys tous i plantes flotants.

## Subespècies
- Rallus aquaticus aquaticus (Linnaeus, 1758)
- Rallus aquaticus hibernans (Salomonsen, 1931)
- Rallus aquaticus indicus (Blyth, 1849)
- Rallus aquaticus korejewi (Zarudni, 1905)

## Reproducció
Nidifica a totes les zones humides importants dels Països Catalans i, fins i tot, en basses i rius de l'interior.
Fa un niu de joncs o canyís vora l'aigua i molt amagat. A l'abril-juny pon 6-11 ous; el covament dura 20 dies i és dut a terme pels dos pares. Després de 7 setmanes els petits poden volar. Fa dues postes a l'any (la primera a la darreria de febrer i començament d'abril, i la segona per juliol i agost).

## Alimentació
Menja insectes, aràcnids, cucs, llavors i baies.

## Hàbitat
Viu entre la vegetació aquàtica a pantans, basses, rieres, llacs, aiguamolls del litoral i de l'interior, i terrenys humits de tot Europa, fins al cercle polar, a Egipte i al nord-oest d'Àfrica. Està molt estès, n'hi ha que hivernen ací, a banda dels que són sedentaris.

## Costums
És migrador parcial i molts rasclons de l'Europa septentrional i central hivernen cap al sud.
Si per terra camina ràpid, a grans gambades, en vol ho fa feblement, amb indolència, amb les potes penjant. És difícil de veure, però el delata la seua veu característica poc agradable (és un ocell sorollós, molt més sentit que vist, a causa dels seus costums tímids).